# Kitzingen
Kitzingen é uma cidade francônia no estado da Baviera, Alemanha. Está localizada na região administrativa da Baixa Francónia e é a capital do distrito homônimo.